# Kitui County
Kitui County is een county en voormalig Keniaans district. Het district telde 515.422 inwoners (1999) en had een bevolkingsdichtheid van 25 inw/km². Ongeveer 3,1% van de bevolking leeft onder de armoedegrens en ongeveer 70% heeft beschikking over elektriciteit.